# 홋카이도 제3구
홋카이도 제3구(일본어: 北海道第3区, ほっかいどうだい3く)는 일본의 중의원 선거구이다. 1994년 공직선거법 개정으로 신설되었다.

## 지역
- 삿포로시
  - 시로이시구
  - 도요히라구
  - 기요타구

1997년 11월 옛 도요히라 구에서 기요타 구가 분구되면서 지금의 지역을 이루었으며, 제3구 관할지역에도 기요타 구가 추가되었다.

## 역사
1996년 소선거구제 도입 이후 자민당의 이시자키 다케와 민주당의 아라이 사토시가 접전을 벌였다. 총 네 차례의 선거에서 두 후보가 비례대표 당선을 비롯해 엎치락 뒷치락 당선되는 구도였지만, 2009년 제45회 총선에서는 아라이 후보가 이시자키 후보의 비례부활 당선을 허락하지 않았다. 다음 총선인 2012년 제47회 총선에서는 이시자키 후보가 은퇴하고 뒤이어 출마한 다카기 히로히사가 당선, 2014년에 재선하였으나 아라이 후보는 비례부활제로 당선되고 있다.

## 역대 국회의원
| 선거          | 선거          | 의원            | 정당       |
| ------------- | ------------- | --------------- | ---------- |
|               | 1996년 제41회 | 이시자키 다케   | 자유민주당 |
|               | 2000년 제42회 | 아라이 사토시   | 민주당     |
| 2003년 제43회 |               | 아라이 사토시   | 민주당     |
|               | 2005년 제44회 | 이시자키 다케   | 자유민주당 |
|               | 2009년 제45회 | 아라이 사토시   | 민주당     |
|               | 2012년 제46회 | 다카기 히로히사 | 자민당     |
| 2014년 제47회 |               | 다카기 히로히사 | 자민당     |

## 같이 보기
- 홋카이도 선거구